# Ierofei Khabàrov
Ierofei Khabàrov o Ierofei Pàvlovitx Khabàrov o Sviatitski (rus: Ерофей Павлович Хабаров (Святицкий) Yerofej Pavlovič Habarov (Svjatickij); el primer nom sovint s'escriu com Ярофей (Ierofei) en escrits contemporanis; 1603 – després de 1671), va ser un explorador rus de la regió de l'Amur durant la Conquesta russa de Sibèria. La ciutat russa de Khabàrovsk porta el seu nom.

## Primers anys
Ierofei Khabàrov va néixer a Veliki Ústiug i havia gestionat la sal a Solvitxegodsk per als Stróganov. El 1625, Khabarov s'embarcà des de Tobolsk a Mangazeia. Tres anys més tard arribà al riu Kheta (Península de Taimir). El 1632, Khabàrov fundà un assentament vora del riu Lena.

## Primera expedició 1649–50
El 1649 esdevingué el segon explorador rus en explorar l'Amur després de Vassili Poyarkov (1643–1646). Khabàrov intentà arribar a l'Amur a través del riu Vitim. A principi de 1650 arribà a la zona de l'Amur anomenada Daúria. El maig tornà a Iakutsk.

## Segona expedició 1650–53
Khabàrov arreplegà més cosacs i a la tardor de 1650 va fer quarters d'hivern al poble d'Albazino al nord de l'Amur. El juny de 1651 baixà pel riu Amur i arribà al desembocament del riu Sungari. Cap el 29 de setembre arribà a l'actual Khabarovsk i decidí hivernar-hi.
Per la crueltat que mostrà i la manca d'èxit militar Khabàrov va ser privat del seu rang i jutjat a Moscou però va ser perdonat amb la condició que tornés a Sibèria tanmateix no se sap si ho va arribar a fer i, des de 1858, ja no és citat en els registres oficials.